# 栄浜海岸駅
栄浜海岸駅（さかえはまかいがんえき）は、かつて樺太豊栄郡栄浜村に存在した鉄道省樺太東線の駅である。

## 歴史
- 1914年（大正3年）4月10日 - 樺太庁鉄道栄浜海岸支線（貨物線）栄浜駅 - 当駅間(1.8km)開通により貨物駅として開業。当時の名称は、栄浜海岸荷扱所。
- 1941年（昭和16年）4月1日 - 樺太庁鉄道の樺太鉄道買収にともなう路線再編により、東海岸線貨物支線の駅となる。
- 1943年（昭和18年）4月1日 - 南樺太の内地化により、鉄道省（国有鉄道）に編入。
- 1945年（昭和20年）8月 - ソ連軍が南樺太へ侵攻・占領し、駅も含めた全線を接収。
- 1946年（昭和21年）
  - 2月1日 - 日本の国有鉄道の駅としては書類上廃止。
  - 4月1日 - ソ連国鉄に編入。

## 運行状況
- 貨物駅のため旅客列車の運行は行なわれていなかった。
- 貨物列車に便乗することが許可される場合もあった。

## 隣の駅
鉄道省樺太鉄道局
樺太東線（貨物支線）
栄浜駅 - 栄浜海岸駅